# 中央党校南院建筑群
中央党校南院建筑群，位于北京市海淀区颐和园路大有庄100号。
中央党校南院建筑群始建于1941年，原为建设总署土木工程专科学校，包括90号楼（学习时报社）、81至86号楼等，建筑形式融合了中国传统建筑元素。
抗日战争胜利后，校舍由清华大学农学院接收。1949年马列学院进驻。

## 保护
2021年8月19日，中央党校南院建筑群公布为第九批北京市文物保护单位，编号9-36。